# Terza Divisione Liguria 1930-1931
La Terza Divisione 1930-1931 è stato il V ed ultimo livello del XXXI campionato italiano di calcio, il secondo a carattere regionale.
La gestione di questo campionato era affidata ai Direttori Regionali, che li organizzavano autonomamente, con la possibilità di ripartire le squadre su più gironi tenendo in alta considerazione le distanze chilometriche, le strade di principale comunicazione e i mezzi di trasporto dell'epoca. Questo è il campionato della regione Liguria
Il Direttorio Regionale Ligure aveva sede a Genova.

## Girone A

### Squadre partecipanti
| Squadra                             | Città  | Stagione precedente |
| ----------------------------------- | ------ | ------------------- |
| U.S. Alessandro Volta (B = riserve) | Genova |                     |
| Genova 1893 C.C. (C = allievi)      | Genova |                     |
| D.S. Grifone Ausonia                | Genova |                     |
| U.S. Nazionale Liguria              | Genova |                     |
| G.S. Spedizionieri                  | Genova |                     |
| Spes F.C. (B = riserve)             | Genova |                     |
| U.S. Veloci Embriaci (B = riserve)  | Genova |                     |

### Classifica finale
|  | Pos. | Squadra              | Pt      | G  | V | N | P | GF | GS | DR |
|  | ---- | -------------------- | ------- | -- | - | - | - | -- | -- | -- |
|  | 1.   | Genova 1893 C        | 17      | 10 | . | . | . | .  | .  |    |
|  | 2.   | Nazionale Liguria    | 13      | 10 | . | . | . | .  | .  |    |
|  | 3.   | Spedizionieri Genova | 9       | 10 | . | . | . | .  | .  |    |
|  | 3.   | Alessandro Volta B   | 9       | 10 | . | . | . | .  | .  |    |
|  | 3.   | Grifone Ausonia      | 9       | 10 | . | . | . | .  | .  |    |
|  | 6.   | Veloci Embriaci      | 3       | 10 | . | . | . | .  | .  |    |
|  | --   | Spes Genova B        | Escluso |    |   |   |   |    |    |    |

Legenda:
      Ammesso ai gironi semifinali.
Regolamento:
Due punti a vittoria, uno a pareggio, zero a sconfitta.
Pari merito in caso di pari punti se non in zona promozione/finali.

### Risultati

#### Calendario
| andata (1ª) | andata (1ª)               | Prima giornata           | ritorno (8ª) | ritorno (8ª) |
|             |                           |                          |              |              |
| 26 ott.     | 0-0                       | Genova C-Spedizionieri   | -            |              |
| 26 ott.     | 1-0                       | Grifone-Volta B          | -            |              |
| 26 ott.     | 2-1                       | Nazionale Liguria-Spes B | -            |              |
| 26 ott.     | Riposa: Veloci Embriaci B |                          |              |              |

| andata (2ª) | andata (2ª)      | Seconda giornata          | ritorno (9ª) | ritorno (9ª) |
|             |                  |                           |              |              |
| 2 nov.      | 1-0              | Grifone-Veloci Embriaci B | -            |              |
| 2 nov.      | 1-1              | Nazionale Liguria-Volta B | -            |              |
| 2 nov.      | 1-1              | Spedizionieri-Spes B      | -            |              |
| 2 nov.      | Riposa: Genova C |                           |              |              |

| andata (3ª) | andata (3ª)             | Terza giornata                      | ritorno (10ª) | ritorno (10ª) |
|             |                         |                                     |               |               |
| 9 nov.      | -                       | Spes B-Genova C                     | -             |               |
| 9 nov.      | -                       | Veloci Embriaci B-Nazionale Liguria | -             |               |
| 9 nov.      | -                       | Volta B-Spedizionieri               | -             |               |
| 9 nov.      | Riposa: Grifone Ausonia |                                     |               |               |

| andata (4ª) | andata (4ª) | Quarta giornata | ritorno (11ª) | ritorno (11ª) |
|             |             |                 |               |               |
|             | -           | -               | -             |               |
| -           | -           | -               |               |               |
| -           | -           | -               |               |               |
|             | Riposa:     |                 |               |               |

| andata (5ª) | andata (5ª) | Quinta giornata | ritorno (12ª) | ritorno (12ª) |
|             |             |                 |               |               |
|             | -           | -               | -             |               |
| -           | -           | -               |               |               |
| -           | -           | -               |               |               |
|             | Riposa:     |                 |               |               |

| andata (6ª) | andata (6ª) | Sesta giornata | ritorno (13ª) | ritorno (13ª) |
|             |             |                |               |               |
|             | -           | -              | -             |               |
| -           | -           | -              |               |               |
| -           | -           | -              |               |               |
|             | Riposa:     |                |               |               |

| \| andata (7ª) \| andata (7ª) \| Settima giornata \| ritorno (14ª) \| ritorno (14ª) \| \| \| \| \| \| \| \| \| - \| - \| - \| \| \| - \| - \| - \| \| \| \| - \| - \| - \| \| \| \| \| Riposa: \| \| \| \| |             |                  |               |               |
| andata (7ª) | andata (7ª) | Settima giornata | ritorno (14ª) | ritorno (14ª) |
| |             |                  |               |               |
| | -           | -                | -             |               |
| - | -           | -                |               |               |
| - | -           | -                |               |               |
| | Riposa:     |                  |               |               |

## Girone B

### Squadre partecipanti
| Squadra                        | Città                 | Stagione precedente       |
| ------------------------------ | --------------------- | ------------------------- |
| Pol. Busallese                 | Busalla (GE)          |                           |
| Pol. Corniglianese             | Genova-Cornigliano    | Società rifondata da zero |
| F.B.C. Liguria (C = allievi)   | Genova                |                           |
| U.S. Pontedecimo (B = riserve) | Genova-Pontedecimo    |                           |
| A.P. Rivarolese (B = riserve)  | Genova-Rivarolo       |                           |
| F.S. Sestrese (B = riserve)    | Genova-Sestri Ponente |                           |

### Classifica finale
|  | Pos. | Squadra       | Pt | G  | V | N | P | GF | GS | DR |
|  | ---- | ------------- | -- | -- | - | - | - | -- | -- | -- |
|  | 1.   | Rivarolese B  | 18 | 10 | . | . | . | .  | .  |    |
|  | 2.   | Corniglianese | 16 | 10 | . | . | . | .  | .  |    |
|  | 3.   | Sestrese B    | 13 | 10 | . | . | . | .  | .  |    |
|  | 4.   | Pontedecimo B | 5  | 10 | . | . | . | .  | .  |    |
|  | 5.   | Busallese     | 4  | 10 | . | . | . | .  | .  |    |
|  | 6.   | FBC Liguria C | 3  | 10 | . | . | . | .  | .  |    |

Legenda:
      Ammesso ai gironi semifinali.
Regolamento:
Due punti a vittoria, uno a pareggio, zero a sconfitta.
Pari merito in caso di pari punti se non in zona promozione/finali.

### Risultati

#### Calendario
| andata (1ª) | andata (1ª) | Prima giornata          | ritorno (6ª) | ritorno (6ª) |
|             |             |                         |              |              |
| 26 ott.     | 3-2         | Busallese-Pontedecimo B | -            |              |
| 26 ott.     | 0-2         | Liguria C-Corniglianese | -            |              |
| 26 ott.     | 2-1         | Rivarolese B-Sestrese B | -            |              |

| andata (2ª) | andata (2ª) | Seconda giornata           | ritorno (7ª) | ritorno (7ª) |
|             |             |                            |              |              |
| 2 nov.      | 2-3         | Busallese-Liguria C        | -            |              |
| 2 nov.      | 2-2         | Corniglianese-Sestrese B   | -            |              |
| 2 nov.      | -           | Rivarolese B-Pontedecimo B | -            |              |

| andata (3ª) | andata (3ª) | Terza giornata           | ritorno (8ª) | ritorno (8ª) |
|             |             |                          |              |              |
| 9 nov.      | -           | Corniglianese-Busallese  | -            |              |
| 9 nov.      | -           | Liguria C-Rivarolese B   | -            |              |
| 9 nov.      | -           | Pontedecimo B-Sestrese B | -            |              |

| andata (4ª) | andata (4ª) | Quarta giornata | ritorno (9ª) | ritorno (9ª) |
|             |             |                 |              |              |
|             | -           | -               | -            |              |
| -           | -           | -               |              |              |
| -           | -           | -               |              |              |

| \| andata (5ª) \| andata (5ª) \| Quinta giornata \| ritorno (10ª) \| ritorno (10ª) \| \| \| \| \| \| \| \| \| - \| - \| - \| \| \| - \| - \| - \| \| \| \| - \| - \| - \| \| \| |             |                 |               |               |
| andata (5ª) | andata (5ª) | Quinta giornata | ritorno (10ª) | ritorno (10ª) |
| |             |                 |               |               |
| | -           | -               | -             |               |
| - | -           | -               |               |               |
| - | -           | -               |               |               |

## Girone C

### Squadre partecipanti
| Squadra                          | Città                  | Stagione precedente |
| -------------------------------- | ---------------------- | ------------------- |
| S.C. Alassio (B = riserve)       | Alassio (SV)           |                     |
| U.S. Albenga                     | Albenga (SV)           |                     |
| F.C. Borgo Peri                  | Imperia-Oneglia        |                     |
| U.S. Imperia (B = riserve)       | Imperia                |                     |
| A.C. Savona (B = riserve)        | Savona                 |                     |
| G.S. Silvio Borra                | Imperia-Porto Maurizio |                     |
| U.S. Veloce                      | Savona                 |                     |
| U.S. Ventimigliese (B = riserve) | Ventimiglia (IM)       |                     |

### Classifica finale
|  | Pos. | Squadra         | Pt | G  | V | N | P | GF | GS | DR |
|  | ---- | --------------- | -- | -- | - | - | - | -- | -- | -- |
|  | 1.   | Savona B        | 21 | 14 | . | . | . | .  | .  |    |
|  | 1.   | Veloce Savona   | 21 | 14 | . | . | . | .  | .  |    |
|  | 3.   | Albenga         | 19 | 14 | . | . | . | .  | .  |    |
|  | 4.   | Imperia B       | 14 | 14 | . | . | . | .  | .  |    |
|  | 5.   | Ventimigliese B | 11 | 14 | . | . | . | .  | .  |    |
|  | 6.   | Borgo Peri      | 9  | 14 | . | . | . | .  | .  |    |
|  | 7.   | Silvio Borra    | 8  | 14 | . | . | . | .  | .  |    |
|  | 8.   | Alassio B       | 7  | 14 | . | . | . | .  | .  |    |

Legenda:
      Ammesso ai gironi semifinali.
Regolamento:
Due punti a vittoria, uno a pareggio, zero a sconfitta.
Pari merito in caso di pari punti se non in zona promozione/finali.

### Risultati

#### Calendario
| andata (1ª) | andata (1ª) | Prima giornata             | ritorno (8ª) | ritorno (8ª) |
|             |             |                            |              |              |
| 26 ott.     | 1-4         | Alassio B-Savona B         | -            |              |
| 26 ott.     | 3-0         | Albenga-Veloce             | -            |              |
| 26 ott.     | 1-1         | Borgo Peri-Imperia B       | -            |              |
| 26 ott.     | 6-0         | Ventimigliese-Silvio Borra |              |              |

| andata (2ª) | andata (2ª) | Seconda giornata       | ritorno (9ª) | ritorno (9ª) |
|             |             |                        |              |              |
| 2 nov.      | -           | Borgo Peri-Alassio B   | -            |              |
| 2 nov.      | 3-0         | Savona B-Albenga       | -            |              |
| 2 nov.      | -           | Veloce-Ventimigliese B | -            |              |
| 2 nov.      | -           | -                      | -            |              |

| andata (3ª) | andata (3ª) | Terza giornata         | ritorno (10ª) | ritorno (10ª) |
|             |             |                        |               |               |
| 9 nov.      | -           | Albenga-Alassio B      | -             |               |
| 9 nov.      | -           | Borgo Peri-Savona B    | -             |               |
| 9 nov.      | 3-0         | Imperia B-Silvio Borra | -             |               |
| 9 nov.      | -           | Veloce-Ventimigliese B | -             |               |

| andata (4ª) | andata (4ª) | Quarta giornata | ritorno (11ª) | ritorno (11ª) |
|             |             |                 |               |               |
|             | -           | -               | -             |               |
| -           | -           | -               |               |               |
| -           | -           | -               |               |               |
|             | Riposa:     |                 |               |               |

| andata (5ª) | andata (5ª) | Quinta giornata | ritorno (12ª) | ritorno (12ª) |
|             |             |                 |               |               |
|             | -           | -               | -             |               |
| -           | -           | -               |               |               |
| -           | -           | -               |               |               |
|             | Riposa:     |                 |               |               |

| andata (6ª) | andata (6ª) | Sesta giornata | ritorno (13ª) | ritorno (13ª) |
|             |             |                |               |               |
|             | -           | -              | -             |               |
| -           | -           | -              |               |               |
| -           | -           | -              |               |               |
|             | Riposa:     |                |               |               |

| \| andata (7ª) \| andata (7ª) \| Settima giornata \| ritorno (14ª) \| ritorno (14ª) \| \| \| \| \| \| \| \| \| - \| - \| - \| \| \| - \| - \| - \| \| \| \| - \| - \| - \| \| \| \| \| Riposa: \| \| \| \| |             |                  |               |               |
| andata (7ª) | andata (7ª) | Settima giornata | ritorno (14ª) | ritorno (14ª) |
| |             |                  |               |               |
| | -           | -                | -             |               |
| - | -           | -                |               |               |
| - | -           | -                |               |               |
| | Riposa:     |                  |               |               |

## Girone D

### Squadre partecipanti
| Squadra                     | Città                        | Stagione precedente |
| --------------------------- | ---------------------------- | ------------------- |
| Entella F.C. (B = riserve)  | Chiavari (GE)                |                     |
| S.G. Levanto                | Levanto (SP)                 |                     |
| S.C. Riva                   | Riva Trigoso (GE)            |                     |
| C.S. Ruentes (B = riserve)  | Rapallo (GE)                 |                     |
| Pol. Segesta (B = riserve)  | Sestri Levante (GE)          |                     |
| F.C. Spezia (C = allievi)   | La Spezia                    |                     |
| S.S. Tigullio (B = riserve) | Santa Margherita Ligure (GE) |                     |

### Classifica finale
|  | Pos. | Squadra           | Pt | G  | V | N | P | GF | GS | DR |
|  | ---- | ----------------- | -- | -- | - | - | - | -- | -- | -- |
|  | 1.   | Riva              | 18 | 12 | . | . | . | .  | .  |    |
|  | 2.   | Entella B         | 16 | 12 | . | . | . | .  | .  |    |
|  | 3.   | Levanto           | 14 | 12 | . | . | . | .  | .  |    |
|  | 4.   | Rapallo Ruentes B | 12 | 12 | . | . | . | .  | .  |    |
|  | 5.   | Segesta B         | 9  | 12 | . | . | . | .  | .  |    |
|  | 6.   | Spezia C          | 8  | 12 | . | . | . | .  | .  |    |
|  | 7.   | Tigullio B        | 7  | 12 | . | . | . | .  | .  |    |

Legenda:
      Ammesso ai gironi semifinali.
Regolamento:
Due punti a vittoria, uno a pareggio, zero a sconfitta.
Pari merito in caso di pari punti se non in zona promozione/finali.

### Risultati

#### Calendario
| andata (1ª) | andata (1ª)       | Prima giornata     | ritorno (8ª) | ritorno (8ª) |
|             |                   |                    |              |              |
| 26 ott.     | 1-1               | Levanto-Segesta    | -            |              |
| 26 ott.     | 5-2               | Riva-Tigullio B    | -            |              |
| 26 ott.     | 3-0               | Spezia C-Ruentes B | -            |              |
| 26 ott.     | Riposa: Entella B |                    |              |              |

| andata (2ª) | andata (2ª)          | Seconda giornata    | ritorno (9ª) | ritorno (9ª) |
|             |                      |                     |              |              |
| 2 nov.      | 2-2                  | Ruentes B-Levanto   | -            |              |
| 2 nov.      | -                    | Segesta B-Entella B | -            |              |
| 2 nov.      | 4-0                  | Spezia C-Tigullio B | -            |              |
| 2 nov.      | Riposa: Riva Trigoso |                     |              |              |

| andata (3ª) | andata (3ª)       | Terza giornata      | ritorno (10ª) | ritorno (10ª) |
|             |                   |                     |               |               |
| 9 nov.      | -                 | Entella B-Ruentes B | -             |               |
| 9 nov.      | -                 | Levanto-Tigullio B  | -             |               |
| 9 nov.      | -                 | Spezia C-Riva       | -             |               |
| 9 nov.      | Riposa: Segesta B |                     |               |               |

| andata (4ª) | andata (4ª) | Quarta giornata | ritorno (11ª) | ritorno (11ª) |
|             |             |                 |               |               |
|             | -           | -               | -             |               |
| -           | -           | -               |               |               |
| -           | -           | -               |               |               |
|             | Riposa:     |                 |               |               |

| andata (5ª) | andata (5ª) | Quinta giornata | ritorno (12ª) | ritorno (12ª) |
|             |             |                 |               |               |
|             | -           | -               | -             |               |
| -           | -           | -               |               |               |
| -           | -           | -               |               |               |
|             | Riposa:     |                 |               |               |

| andata (6ª) | andata (6ª) | Sesta giornata | ritorno (13ª) | ritorno (13ª) |
|             |             |                |               |               |
|             | -           | -              | -             |               |
| -           | -           | -              |               |               |
| -           | -           | -              |               |               |
|             | Riposa:     |                |               |               |

| \| andata (7ª) \| andata (7ª) \| Settima giornata \| ritorno (14ª) \| ritorno (14ª) \| \| \| \| \| \| \| \| \| - \| - \| - \| \| \| - \| - \| - \| \| \| \| - \| - \| - \| \| \| \| \| Riposa: \| \| \| \| |             |                  |               |               |
| andata (7ª) | andata (7ª) | Settima giornata | ritorno (14ª) | ritorno (14ª) |
| |             |                  |               |               |
| | -           | -                | -             |               |
| - | -           | -                |               |               |
| - | -           | -                |               |               |
| | Riposa:     |                  |               |               |

## Gironi finali

### Finale A (prime squadre)
|  | Pos. | Squadra           | Pt | G | V | N | P | GF | GS | DR |
|  | ---- | ----------------- | -- | - | - | - | - | -- | -- | -- |
|  | 1.   | Riva              | 8  | 4 | 4 | 0 | 0 | 7  | 3  | +4 |
|  | 2.   | Corniglianese     | 4  | 4 | 2 | 0 | 2 | 5  | 5  | 0  |
|  | 3.   | Nazionale Liguria | 0  | 4 | 0 | 0 | 4 | 2  | 7  | -5 |

Legenda:
      Promosso in Seconda Divisione 1931-1932.
Regolamento:
Due punti a vittoria, uno a pareggio, zero a sconfitta.
Pari merito in caso di pari punti se non in zona promozione/finali.

### Finale B (riserve)
|  | Pos. | Squadra           | Pt | G | V | N | P | GF | GS | DR  |
|  | ---- | ----------------- | -- | - | - | - | - | -- | -- | --- |
|  | 1.   | Genova 1893 C     | 7  | 4 | 3 | 1 | 0 | 19 | 3  | +16 |
|  | 2.   | Savona B          | 4  | 4 | 1 | 2 | 1 | 4  | 10 | -6  |
|  | 3.   | Rivarolese B (-1) | 0  | 4 | 0 | 1 | 3 | 3  | 13 | -10 |

Legenda:
      Campione Ligure di Terza Divisione.
Regolamento:
Due punti a vittoria, uno a pareggio, zero a sconfitta.
Pari merito in caso di pari punti se non in zona promozione/finali.
Note:
Rivarolese B ha scontato 1 punto di penalizzazione in classifica per una rinuncia.

### Giornali
- Il Littoriale, quotidiano sportivo consultabile presso l'Emeroteca del CONI e le Biblioteche Universitarie di Pavia, Modena, B.Universitaria di Padova più la Biblioteca Nazionale Centrale di Firenze e la Biblioteca Universitaria di Genova.
- Gazzetta dello Sport, stagione 1930-31, consultabile presso le Biblioteche:
  - Biblioteca Civica di Torino;
  - Biblioteca Nazionale Braidense di Milano,
  - Biblioteca Civica Berio di Genova,
  - Biblioteca Nazionale Centrale di Firenze,
  - Biblioteca Nazionale Centrale di Roma.

### Libri
- Luigi Saverio Bertazzoni (compilazione a cura di), Annuario italiano del giuoco del calcio, Volume III (1929-30 e 1930-31), F.I.G.C. - Bologna, edito a Modena. Il volume è conservato presso:
  - Biblioteca Nazionale Centrale di Firenze;
  - Biblioteca Universitaria Estense di Modena.